# Nachgiebigkeit (Werkstoffkunde)
Die Nachgiebigkeit im Sinne der technischen Mechanik bzw. der Elastizitätstheorie beschreibt die Eigenschaft eines Körpers sich aufgrund des Einwirkens einer Kraft oder eines Moments elastisch zu verformen. Sie kann allgemein als Reziproke der Steifigkeit ermittelt werden.

## Definition
Die Definition der Nachgiebigkeit ergibt sich – entsprechend der Belastungsart – als Quotient aus dem jeweiligen Deformationsmaß (Längenänderung, Dehnung, Schubverzerrung, Durchbiegung, Krümmung, Verdrehwinkel) und dem jeweiligen Lastmaß (Normalkraft, Querkraft, Biegemoment, Torsionsmoment).
So berechnet sich die Nachgiebigkeit einer zunächst nicht verspannten, vertikal hängenden Schraubenzugfeder der Länge {\displaystyle l_{0}} unter Einwirkung der Gewichtskraft {\displaystyle F_{\mathrm {G} }} eines angehängten Gewichts über
{\displaystyle \delta _{l}={\frac {l-l_{0}}{F_{\mathrm {G} }}}={\frac {\Delta l}{F_{\mathrm {G} }}}}
mit {\displaystyle l}…Länge bei Belastung und {\displaystyle \Delta l}…Längenänderung. Die „Längenänderungsnachgiebigkeit“ der Feder besitzt z. B. die physikalische Einheit {\displaystyle \mathrm {\tfrac {mm}{N}} } (Millimeter je Newton) und stellt das Reziproke der Federsteifigkeit bzw. der Federkonstante dar.
Verfügt das Federelement über eine einheitliche, orthogonal belastete Querschnittsfläche {\displaystyle A} (z. B. Ausführung als hängendes Gummiband) und wird es in seiner Länge nur geringfügig gedehnt, so dass eine Querschnittsänderung infolge Querkontraktion vernachlässigt werden kann, so folgt unter Anwendung des Hookschen Gesetzes für die „Längenänderungsnachgiebigkeit“
{\displaystyle \delta _{l}={\frac {\Delta l}{F_{\mathrm {G} }}}={\frac {\varepsilon \cdot l_{0}}{F_{\mathrm {G} }}}={\frac {\sigma \cdot l_{0}}{E\cdot F_{\mathrm {G} }}}={\frac {F_{\mathrm {G} }\cdot l_{0}}{E\cdot A\cdot F_{\mathrm {G} }}}={\frac {l_{0}}{E\cdot A}}}
mit {\displaystyle \varepsilon }…Dehnung, {\displaystyle \sigma }…Spannung und {\displaystyle E}…Elastizitätsmodul.
Für die „Dehnnachgiebigkeit“ eines Körpers mit einheitlicher Querschnittsfläche {\displaystyle A} unter uniaxialer Normalkraftbelastung {\displaystyle F_{\mathrm {N} }} gilt:
{\displaystyle \delta _{\varepsilon }={\frac {\varepsilon }{F_{\mathrm {N} }}}={\frac {1}{E\cdot A}}=(E\cdot A)^{-1}}.
Hier ist die „Dehnnachgiebigkeit“ somit der Kehrwert der Dehnsteifigkeit {\displaystyle E\cdot A}. Als physikalische Einheit ergibt sich {\displaystyle \mathrm {\tfrac {1}{N}} }.

## Nachgiebigkeit einer Schraube
Die Nachgiebigkeit von Schrauben ist ein wichtiges Element zur Berechnung der Montagevorspannkraft {\displaystyle F_{VM}}. Hohe Nachgiebigkeiten sind erforderlich, wenn Schrauben durch Betriebskräfte dynamisch belastet werden. Dadurch werden diese Schrauben weiter gedehnt (sie geben nach), anstatt zu brechen.
Die Schraubennachgiebigkeit setzt sich aus der Nachgiebigkeit der einzelnen Teilelemente zusammen:
{\displaystyle \delta _{\mathrm {S} }=\delta _{\mathrm {K} }+\delta _{\mathrm {G} }+\delta _{\mathrm {M} }+\sum _{i=1}^{n}\delta _{\mathrm {i} }}
mit
{\displaystyle \delta _{\mathrm {K} }} … Nachgiebigkeit des Schraubenkopfes
{\displaystyle \delta _{\mathrm {G} }} … Nachgiebigkeit des eingeschraubten Gewindeteils
{\displaystyle \delta _{\mathrm {M} }} … Nachgiebigkeit der Mutter

### Nachgiebigkeit des Schraubenkopfes δK
{\displaystyle \delta _{\mathrm {K} }={\frac {l_{\mathrm {K} }}{E_{\mathrm {S} }\cdot A_{\mathrm {N} }}}}
mit
{\displaystyle l_{\mathrm {K} }}…Schraubenkopflänge; {\displaystyle l_{\mathrm {K} }=0{,}5\cdot d} für Sechskantschrauben (Bsp.: M6 → d=6) bzw. {\displaystyle l_{\mathrm {K} }=0{,}4\cdot d} für Innensechskantschrauben
{\displaystyle E_{\mathrm {S} }}…Elastizitätsmodul des Schraubenwerkstoffes
{\displaystyle A_{\mathrm {N} }}…Nennquerschnitt der Schraube

### Nachgiebigkeit des eingeschraubten Gewindeteils δG
{\displaystyle \delta _{\mathrm {G} }={\frac {0{,}5\cdot d}{E_{\mathrm {S} }\cdot A_{\mathrm {3} }}}}
mit
{\displaystyle A_{\mathrm {3} }} … Kernquerschnitt des Schraubengewindes

### Nachgiebigkeit der Mutter δM
{\displaystyle \delta _{\mathrm {M} }={\frac {l_{\mathrm {M} }}{E_{\mathrm {S} }\cdot A_{\mathrm {N} }}}}
mit {\displaystyle l_{\mathrm {M} }=0{,}4\cdot d}, {\displaystyle E_{\mathrm {M} }=E_{\mathrm {S} }} für Durchsteckverbindung (Bsp.: M6 → d=6) bzw. {\displaystyle l_{\mathrm {M} }=0{,}33\cdot d}, {\displaystyle E_{\mathrm {M} }=E_{\mathrm {S} }} für Einschraubverbindung

### Nachgiebigkeit der zylindrischen Teilelemente δi
Hierzu zählen Abschnitte wie: Nicht eingeschraubtes Gewinde, Taillen unterschiedlicher Dicke, Schaft normaler Dicke.
{\displaystyle \delta _{\mathrm {i} }={\frac {l_{\mathrm {i} }}{E_{\mathrm {S} }\cdot A_{\mathrm {i} }}}}
{\displaystyle \sum _{i=1}^{n}\delta _{\mathrm {i} }}

### Querschnittsflächen A
{\displaystyle A_{\mathrm {N} }={\frac {\pi \cdot d^{2}}{4}}} … Nennquerschnitt der Schraube
{\displaystyle A_{\mathrm {3} }={\frac {\pi \cdot d_{3}^{2}}{4}}} … Kernquerschnitt der Schraube
{\displaystyle A_{\mathrm {i} }={\frac {\pi \cdot d_{i}^{2}}{4}}} … Querschnittsfläche des zylindrischen Abschnitts i

## Nachgiebigkeit verschraubter Platten
Auch bei der Nachgiebigkeit der verschraubten Platten muss der Unterschied von Abschnitten mit verschiedenen Elastizitätsmodulen beachtet werden. Diese werden einzeln berechnet und dann addiert. In den meisten Fällen liegt jedoch ein einziger Werkstoff vor. Dann gilt die Formel:
{\displaystyle \delta _{\mathrm {P} }={\frac {l_{\mathrm {K} }}{E_{\mathrm {P} }\cdot A_{\mathrm {Ersatz} }}}}
mit {\displaystyle l_{\mathrm {K} }} … Klemmlänge bzw. Dicke der verspannten Teile

### Ersatzquerschnitt
Es sei:
{\displaystyle D_{\mathrm {A} }} … Außendurchmesser der verspannten Hülsen / Platten
{\displaystyle d_{\mathrm {w} }} … Außendurchmesser der ebenen Schraubenkopf-Auflagefläche
{\displaystyle d_{\mathrm {h} }} … (Innen-)Durchmesser des Durchgangsloches
Fall 1: {\displaystyle D_{\mathrm {A} }<d_{\mathrm {w} }}
{\displaystyle A_{\text{Ersatz}}={\frac {\pi }{4}}(D_{\mathrm {A} }^{2}-d_{\mathrm {h} }^{2})},
Fall 2: {\displaystyle d_{\mathrm {w} }\leq D_{\mathrm {A} }\leq d_{\mathrm {w} }+l_{\mathrm {k} }}
{\displaystyle A_{\text{Ersatz}}={\frac {\pi }{4}}(d_{\mathrm {w} }^{2}-d_{\mathrm {h} }^{2})+{\frac {\pi }{8}}d_{w}(D_{\mathrm {A} }-d_{\mathrm {w} })\left[(x+1)^{2}-1\right]},
mit {\displaystyle x={\sqrt[{3}]{\frac {l_{\mathrm {k} }\cdot d_{\mathrm {w} }}{D_{\mathrm {A} }^{2}}}}} und {\displaystyle d_{w}<D_{A}<{\text{bzw.}}=1{,}5d_{w}\,,\,l_{k_{\text{max}}}=8d}.
Fall 3: {\displaystyle D_{\mathrm {A} }>d_{\mathrm {w} }+l_{\mathrm {k} }}
{\displaystyle A_{\text{Ersatz}}={\frac {\pi }{4}}(d_{\mathrm {w} }^{2}-d_{\mathrm {h} }^{2})+{\frac {\pi }{8}}d_{w}\cdot l_{k}\left[(x+1)^{2}-1\right]},
mit {\displaystyle x={\sqrt[{3}]{\frac {l_{k}\cdot d_{w}}{(l_{k}+d_{w})^{2}}}}}.